# Krasznarécse
Krasznarécse település Romániában, Szilágy megyében.

## Fekvése
Szilágysomlyótól keletre, Varsolc és Kraszna között fekvő település.

## Története
Krasznarécse nevét 1341-ben említették először az oklevelek Reche néven. 
1359-ben, 1361-ben Kysreche, 1439-ben Rewchew, 1533-ban Rétse néven írták nevét.
1439-előtt a Récsei család birtoka volt. Récsei (Rewchewi) Piktor Gergely (a Mátyás fia) Dobai Miklósnak zálogosította el 1439-ben a Kraszna vármegyéhez tartozó birtokot.
1492-ben Keresztúri Fülöp birtoka, aki nőtestvérének Pénteknek adta.
1523-ban a Keresztúri család tagjai Borzási György pankotai birtokáért elcserélik itteni birtokukat.
1548-ban a Récsei és a Borzási családokat írták itt birtokosnak.
1576-ban Somlyói Báthory István lengyel király Statilius erdélyi püspöknek adományozta Rétse és tartozékainak tizedét.
1576-ban Báthory István a Bánffyaknak adományozta Récse tizedét.
1588-ban Kövesdi Sarmasági Miklós kapta meg.
1616-ban Haraklányi (Harokliani) István birtoka volt.
1808-ban récse birtokosai voltak: báró Kemény, Orgovány, Sebes, Ladányi, Sófalvi, Kolumbán, Tunyogi, Matolcsi, Csikos, Kis, Virág, Uranovics, Fekete, Orbán, Fodor, Guthi, Dobrai, Tokai, -hhuszti, Szentmihályi, Almási, Ütő, Boros, Száva, Rajkó, Nagy, Pap, Balog B., Boda, Ecsedi, Borát, Németi, Arvai, _Szabó, Récsei, Tokos, Szombati családok.

## Nevezetességek
- Református templom - Szentélye gót stílusú, fatornya 1754-ben készült.
- Görögkatolikus templom - 1872-ben épült. Anyakönyvet 1823-tól vezetnek.

## Népviselet, népszokások
Récsén a XX. század elejének adatai szerint a magyarok közül a férfiak felső ruházata a köpönyeg és a guba. A nők divatosan készült szoknyát, kabátot és szövet vagy posztó felsőruhát viseltek. Lábbelijük a csizma és a cipő volt.
A románok majdnem egészen megtartották régi öltözetüket. Az éltesebb férfiak szőrkelméből készült felöltőt, bőrmellényt és szőrnadrágot viseltek, a fiatalabbak posztó és más kelméből készült ruházatban jártak. Lábbelijük a csizma és a bocskor. A nők  egyrésze fehér szoknyát és bőrmellényt viselt, melyeket maguk készítettek. Más része piros szoknyát. Lábbelijük fekete és piros csizma volt.